# Reactor (deutsche Band)
Reactor war eine Augsburger Power- und Speed-Metal-Band, die im Jahr 1988 gegründet wurde und sich 2006 auflöste.

## Geschichte
Reactor wurde im Jahr 1988 von dem Schlagzeuger Muck Langmair und dem Gitarristen Markus Baier gegründet. Nachdem der Gitarrist Thorsten Schwalm, der Bassist Robert Käfferlein und der Sänger Jerry Bryant zur Band gekommen waren, folgten die ersten Proben. Im Jahr 1989 schloss sich der erste Auftritt im Augsburger Club Clochard an, in dem auch Deep Purple eines ihrer ersten Deutschlandkonzerte abgehalten hatte. Es folgte ein erstes Demo. In den Jahren 1989 und 1990 spielte die Band mehr als 70 Auftritte hauptsächlich in Deutschland. Im Jahr 1991 nahm die Band mit Rather Dead Than Dishonoured ein erstes Album auf. Es erschien im Mai und erreichte im Mai 1992 Platz vier der japanischen Importcharts. Vom Sommer bis Winter 1992 spielte die Band Auftritte in ganz Deutschland. Zudem unterschrieb die Band 1993 einen Lizenzierungsvertrag für Japan bei Zero Corporation. Im Mai 1993 erschien das Album Revelation. Im selben Jahr, kurz nach einem Auftritt auf dem Horror Infernal Festival in Dortmund, an dem auch Bands wie Accu§er, Morgoth und Carcass teilgenommen hatten, verließen Jerry Bryant und Muck Langmair die Band. Als neuer Schlagzeuger kam Markus Sturz zur Besetzung, während S.L. Coe den Posten des Sängers, vorher bei Scanner tätig, einnahm, welcher zudem auch der Produzent von Revelation war. Im Jahr 1995 nahm die Band innerhalb von vier Wochen Lieder für ihr nächstes Album Farewell to Reality auf, das noch im selben Jahr erschien. Um den Erfolg in Japan nicht zu gefährden und somit eine sichere Einnahmequelle zu erhalten, war es entgegen westlichen Trends auf den dortigen Geschmack ausgerichtet. Im Folgejahr trennte sich die Band von ihrem Sänger Coe und dem Gitarristen Schwalm. Die Band setzte ihre Laufbahn als Trio fort, wobei der Bassist Käfferlein nun auch zusätzlich den Sängerposten übernahm. Es folgte das vierte Album A Short Fairy Tale im April 1998. Vom Mai bis Juli 1999 nahm die Band das Demo The South Strikes Back, das im selben Jahr auf der Kölner Popkomm veröffentlicht wurde, auf. Daraufhin machte sich die Band auf die Suche nach einem zweiten Gitarristen. Gegen Ende des Jahres stieß Hans Reichelt als Gitarrist zur Band. Im Jahr 2000 kam Daniel Unzner als Bassist hinzu, so dass sich Käfferlein komplett auf den Gesang konzentrieren konnte. Es folgten diverse Auftritte, hauptsächlich in Süddeutschland. Im Jahr 2000 veröffentlichte die Band die Single Augschburg, ein Fan-Lied für die Augsburg Panthers, ein lokales Eishockeyteam. Im Jahr 2001 erschien zudem das Demo Clean Tales, das vier Unplugged-Lieder enthielt. Im November 2002 begannen die Arbeiten zum fünften Album, das in den Dreamscape Studios unter der Leitung des Produzenten Jan Vacik aufgenommen wurde. Das Album erschien im Jahr 2004 unter dem Namen No Rest Yet. Im Jahr 2006 ging die Band auseinander.

## Stil
Das Debüt Rather Dead Than Dishonoured wird von Matthias Breusch vom Metal Hammer als „Running Wild für Arme“ bezeichnet. Das zweite Album Revelation wurde positiver aufgenommen. Die Band spielte auch hier eine Mischung aus Power- und Speed-Metal. Schnelle Gitarrenriffs und Tempowechseln sind charakteristisch für das Album, worauf die Band an Angel Dust erinnert. Auf Farewell to Reality spielte die Band ebenfalls melodischen Metal, der gelegentlich hymnenartig klingt, vergleichbar mit Painkiller von Judas Priest oder den Bands Phantom, Scanner und Riot.

## Diskografie
- 1990: Demo (Demo, Eigenveröffentlichung)
- 1991: Rather Dead Than Dishonoured (Album, Magic Records)
- 1991: Revelation (Album, React Records)
- 1995: Farewell to Reality (Album, React Records)
- 1998: A Short Fairy Tale (Album, React Records)
- 1998: The South Strikes Back (Demo, React Records)
- 1998: Raw Meat (EP, Eigenveröffentlichung)
- 2000: Augschburg (Single, Eigenveröffentlichung)
- 2001: Clean Tales (Demo, Eigenveröffentlichung)
- 2004: No Rest Yet (Album, React Records)